# Дискографія Iron Maiden
Дискографія Iron Maiden, англійського хеві-метал гурту, заснованого Стівом Гаррісом в 1975 році, складається з 16 студійних альбомів, 12 концертних альбомів, 7 збірок, 4 міні-альбомів і 42 синглів. Вони також випустили 19 відеоальбомів та 38 музичних відео. Після декількох прослуховувань і змін перший стабільний склад гурту складався з вокаліста Пола Д'Анно, гітаристів Дейва Мюррея, Денніса Страттона і барабанщика Клайва Берра. В 1980 році гурт випустив дебютний альбом Iron Maiden, який зробив гурт головним представником напрямку Нова хвиля британського важкого металу.
В 1981 році Стреттон був замінений Адріаном Смітом, з яким був записаний альбом Killers. В тому ж році, Пола ДіАнно замінив Брюс Дікінсон. В 1982 році гурт випустив The Number of the Beast, перший альбом гурту, який очоливш чарт Великої Британії і став платиновим у США. В 1983 році, з новим барабанщиком Ніко МакБрейном гурт випустив Piece of Mind. Наступним релізом був Powerslave (1984). В 1986 році музиканти розширили свій репертуар гітарними синтезаторами на альбомі Somewhere In Time. Наступний реліз, концептуальний альбом Seventh Son of a Seventh Son (1988), очолив чарти Великої Британії та Фінляндії.
Дікінсон і Сміт повернулися до гурту в 1999 році, і новий альбом, Brave New World, був виданий в 2000 році. Три роки потому був виданий Dance of Death, який критики назвали «тріумфальним поверненням до форми». Їх шістнадцятий студійний альбом The Book of Souls був виданий 4 вересня 2015 року і вп'яте в історії гурту очолив чарт Великої Британії. Iron Maiden продали за попередніми підрахунками близько 80 мільйонів альбомів у всьому світі.

## Студійні альбоми
| Рік  | Альбом                                                              | Найвищі позиції в чартах | Найвищі позиції в чартах | Найвищі позиції в чартах | Найвищі позиції в чартах | Найвищі позиції в чартах | Найвищі позиції в чартах | Найвищі позиції в чартах | Найвищі позиції в чартах | Найвищі позиції в чартах | Найвищі позиції в чартах | Найвищі позиції в чартах | Найвищі позиції в чартах | Найвищі позиції в чартах | Найвищі позиції в чартах | Найвищі позиції в чартах | Найвищі позиції в чартах | Найвищі позиції в чартах | Найвищі позиції в чартах | Сертифікації                                                                                          |
| Рік  | Альбом                                                              | AU                       | AT                       | BE                       | CA                       | CH                       | DE                       | ES                       | FI                       | FR                       | HU                       | IT                       | JP                       | NL                       | NO                       | NZ                       | SE                       | UK                       | US                       | Сертифікації                                                                                          |
| ---- | ------------------------------------------------------------------- | ------------------------ | ------------------------ | ------------------------ | ------------------------ | ------------------------ | ------------------------ | ------------------------ | ------------------------ | ------------------------ | ------------------------ | ------------------------ | ------------------------ | ------------------------ | ------------------------ | ------------------------ | ------------------------ | ------------------------ | ------------------------ | --- |
| 1980 | Iron Maiden Деталі - Реліз: 14 квітня - Лейбл: EMI                  | —                        | —                        | —                        | —                        | —                        | —                        | —                        | —                        | 10                       | —                        | 67                       | —                        | —                        | —                        | —                        | 27                       | 4                        | —                        | Список - : Платиновий - : Золотий - : Платиновий                                                      |
| 1981 | Killers Деталі - Реліз: 2 лютого - Лейбл: EMI                       | —                        | 20                       | 4                        | —                        | —                        | 10                       | —                        | 18                       | 1                        | —                        | 79                       | 28                       | —                        | 19                       | 41                       | 11                       | 12                       | 78                       | Список - : Платиновий - : Золотий - : Золотий - : Золотий - : Золотий - : Золотий                     |
| 1982 | The Number of the Beast Деталі - Реліз: 22 березня - Лейбл: EMI     | 8                        | 3                        | 2                        | 11                       | —                        | 11                       | 56                       | 6                        | 4                        | —                        | 10                       | 28                       | 6                        | 13                       | 18                       | 7                        | 1                        | 33                       | Список - : Золотий - : 3×Платиновий - : Золотий - : Золотий - : Золотий - : Платиновий - : Платиновий |
| 1983 | Piece of Mind Деталі - Реліз: 16 травня - Лейбл: EMI                | 17                       | 10                       | —                        | 10                       | —                        | 8                        | 64                       | 2                        | —                        | —                        | 18                       | 24                       | 9                        | 9                        | 8                        | 6                        | 3                        | 14                       | Список - : 2×Платиновий - : Золотий - : Платиновий - : Платиновий                                     |
| 1984 | Powerslave Деталі - Реліз: 3 вересня - Лейбл: EMI                   | 26                       | 15                       | —                        | 21                       | 10                       | 9                        | 96                       | 4                        | —                        | —                        | 64                       | 13                       | 5                        | 4                        | 11                       | 5                        | 2                        | 21                       | Список - : 2×Платиновий - : Золотий - : Золотий - : Платиновий                                        |
| 1986 | Somewhere in Time Деталі - Реліз: 29 вересня - Лейбл: EMI           | 23                       | 10                       | —                        | 15                       | 22                       | 8                        | 15                       | 1                        | —                        | —                        | 14                       | 16                       | 2                        | 8                        | 5                        | 6                        | 3                        | 11                       | Список - : Платиновий - : Золотий - : Золотий - : Платиновий                                          |
| 1988 | Seventh Son of a Seventh Son Деталі - Реліз: 11 квітня - Лейбл: EMI | 19                       | 6                        | —                        | 11                       | 2                        | 4                        | 14                       | 1                        | 16                       | —                        | 8                        | 39                       | 2                        | 3                        | 3                        | 3                        | 1                        | 12                       | Список - : Платиновий - : Золотий - : Золотий - : Золотий - : Золотий                                 |
| 1990 | No Prayer for the Dying Деталі - Реліз: 1 жовтня - Лейбл: EMI       | 23                       | 19                       | —                        | 27                       | 11                       | 7                        | 15                       | 2                        | 28                       | 21                       | 15                       | 16                       | 31                       | 4                        | 17                       | 6                        | 2                        | 17                       | Список - : Платиновий - : Золотий - : Золотий - : Золотий                                             |
| 1992 | Fear of the Dark Деталі - Реліз: 11 травня - Лейбл: EMI             | 11                       | 8                        | —                        | 12                       | 5                        | 5                        | 26                       | 4                        | 6                        | 25                       | 7                        | 11                       | 36                       | 6                        | 4                        | 8                        | 1                        | 12                       | Список - : Золотий - : Золотий - : Золотий                                                            |
| 1995 | The X Factor Деталі - Реліз: 2 жовтня - Лейбл: EMI                  | —                        | 19                       | 8                        | —                        | 27                       | 16                       | 21                       | 2                        | 11                       | 23                       | 13                       | 17                       | 29                       | 25                       | —                        | 4                        | 8                        | 147                      | Список - : Срібний                                                                                    |
| 1998 | Virtual XI Деталі - Реліз: 23 березня - Лейбл: EMI                  | —                        | 24                       | 23                       | 60                       | 39                       | 16                       | 10                       | 6                        | 12                       | 10                       | 8                        | 19                       | 26                       | 28                       | —                        | 16                       | 16                       | 124                      | |
| 2000 | Brave New World Деталі - Реліз: 29 травня - Лейбл: EMI              | 33                       | 10                       | 12                       | 23                       | 9                        | 3                        | 8                        | 2                        | 3                        | 4                        | 3                        | 13                       | 16                       | 4                        | —                        | 1                        | 7                        | 39                       | Список - : Золотий - : Золотий - : Золотий - : Золотий                                                |
| 2003 | Dance of Death Деталі - Реліз: 8 вересня - Лейбл: EMI               | 12                       | 3                        | 4                        | 5                        | 2                        | 2                        | 3                        | 1                        | 3                        | 3                        | 1                        | 11                       | 10                       | 3                        | 21                       | 1                        | 2                        | 18                       | Список - : Золотий - : Золотий - : Золотий - : Золотий                                                |
| 2006 | A Matter of Life and Death Деталі - Реліз: 28 серпня - Лейбл: EMI   | 12                       | 4                        | 8                        | 2                        | 2                        | 1                        | 4                        | 1                        | 5                        | 2                        | 1                        | 11                       | 7                        | 2                        | 16                       | 1                        | 4                        | 9                        | Список - : Золотий - : Золотий - : Золотий - : Золотий                                                |
| 2010 | The Final Frontier Деталі - Реліз: 16 серпня - Лейбл: EMI           | 2                        | 1                        | 2                        | 1                        | 1                        | 1                        | 1                        | 1                        | 1                        | 1                        | 1                        | 5                        | 2                        | 1                        | 1                        | 1                        | 1                        | 4                        | Список - : Золотий - : Золотий - : Золотий - : Золотий - : Золотий - : Золотий                        |
| 2015 | The Book of Souls Деталі - Реліз: 4 вересня - Лейбл: Parlophone     | 2                        | 1                        | 1                        | —                        | 1                        | 1                        | —                        | 1                        | 2                        | 1                        | 1                        | 6                        | 1                        | 1                        | 2                        | 1                        | 1                        | 4                        | Список - : Срібний                                                                                    |

## Концертні альбоми
| Рік  | Альбом                                                          | Найвищі позиції в чартах | Найвищі позиції в чартах | Найвищі позиції в чартах | Найвищі позиції в чартах | Найвищі позиції в чартах | Найвищі позиції в чартах | Найвищі позиції в чартах | Найвищі позиції в чартах | Найвищі позиції в чартах | Найвищі позиції в чартах | Найвищі позиції в чартах | Найвищі позиції в чартах | Найвищі позиції в чартах | Найвищі позиції в чартах | Найвищі позиції в чартах | Найвищі позиції в чартах | Найвищі позиції в чартах | Найвищі позиції в чартах | Сертифікації                                                                           |
| Рік  | Альбом                                                          | AU                       | AT                       | BE                       | CA                       | CH                       | DE                       | ES                       | FI                       | FR                       | HU                       | IE                       | IT                       | JP                       | NL                       | NO                       | SE                       | UK                       | US                       | Сертифікації                                                                           |
| ---- | --------------------------------------------------------------- | ------------------------ | ------------------------ | ------------------------ | ------------------------ | ------------------------ | ------------------------ | ------------------------ | ------------------------ | ------------------------ | ------------------------ | ------------------------ | ------------------------ | ------------------------ | ------------------------ | ------------------------ | ------------------------ | ------------------------ | ------------------------ | -------------------------------------------------------------------------------------- |
| 1985 | Live After Death Деталі - Реліз: 14 жовтня - Лейбл: EMI         | 31                       | —                        | —                        | 24                       | 26                       | 10                       | 8                        | 5                        | —                        | —                        | —                        | —                        | 31                       | 8                        | 13                       | 8                        | 2                        | 22                       | Список - : Золотий - : 2×Платиновий - : Золотий - : Золотий - : Золотий - : Платиновий |
| 1993 | A Real Live One Деталі - Реліз: 22 березня - Лейбл: EMI         | 48                       | 11                       | —                        | 69                       | 25                       | 25                       | —                        | 5                        | —                        | —                        | —                        | 14                       | 29                       | 45                       | —                        | 30                       | 3                        | 106                      | Список - : Золотий                                                                     |
| 1993 | A Real Dead One Деталі - Реліз: 18 жовтня - Лейбл: EMI          | —                        | —                        | —                        | —                        | 37                       | 50                       | —                        | 32                       | —                        | 25                       | —                        | —                        | 16                       | 97                       | —                        | 14                       | 12                       | 140                      |                                                                                        |
| 1993 | Live at Donington Деталі - Реліз: 8 листопада - Лейбл: EMI      | —                        | —                        | —                        | —                        | —                        | —                        | —                        | —                        | —                        | —                        | —                        | —                        | 39                       | —                        | —                        | —                        | 23                       | —                        |                                                                                        |
| 1998 | A Real Live Dead One Деталі - Реліз: 1998 - Лейбл: EMI          | —                        | —                        | —                        | —                        | —                        | —                        | —                        | —                        | —                        | —                        | —                        | —                        | —                        | —                        | —                        | —                        | —                        | —                        |                                                                                        |
| 2002 | Rock in Rio Деталі - Реліз: 25 березня - Лейбл: EMI             | 85                       | 17                       | 28                       | —                        | 17                       | 13                       | 24                       | 8                        | 25                       | 31                       | 59                       | 7                        | 43                       | 43                       | 14                       | 14                       | 15                       | 186                      | Список - : Золотий - : Срібний                                                         |
| 2002 | Beast over Hammersmith Деталі - Реліз: 4 листопада - Лейбл: EMI | —                        | —                        | —                        | —                        | —                        | —                        | —                        | —                        | —                        | —                        | —                        | —                        | —                        | —                        | —                        | —                        | —                        | —                        |                                                                                        |
| 2002 | BBC Archives Деталі - Реліз: 4 листопада - Лейбл: EMI           | —                        | —                        | —                        | —                        | —                        | —                        | —                        | —                        | —                        | —                        | —                        | —                        | —                        | —                        | —                        | —                        | —                        | —                        |                                                                                        |
| 2005 | Death on the Road Деталі - Реліз: 29 серпня - Лейбл: EMI        | —                        | 23                       | 32                       | —                        | 17                       | 17                       | 18                       | 5                        | 14                       | —                        | 27                       | 13                       | 106                      | 39                       | 12                       | 7                        | 22                       | —                        | Список - : Срібний                                                                     |
| 2009 | Flight 666 Деталі - Реліз: 22 травня - Лейбл: EMI               | —                        | 36                       | 34                       | 17                       | 24                       | 6                        | 33                       | 14                       | 30                       | —                        | 77                       | 22                       | 61                       | 50                       | 22                       | 25                       | 15                       | 34                       | Список - : Золотий                                                                     |
| 2012 | En Vivo! Деталі - Реліз: 23 березня - Лейбл: EMI                | 97                       | 17                       | 31                       | 39                       | 19                       | 4                        | 18                       | 8                        | 24                       | 13                       | 64                       | 17                       | 111                      | 42                       | 16                       | 11                       | 19                       | 80                       |                                                                                        |
| 2013 | Maiden England '88 Деталі - Реліз: 25 березня - Лейбл: EMI      | —                        | 23                       | 29                       | —                        | 26                       | 14                       | 15                       | 21                       | 26                       | 9                        | —                        | 26                       | 108                      | 49                       | 29                       | 12                       | 30                       | 148                      |                                                                                        |

## Збірки
| Рік  | Альбом                                                                               | Найвищі позиції в чартах | Найвищі позиції в чартах | Найвищі позиції в чартах | Найвищі позиції в чартах | Найвищі позиції в чартах | Найвищі позиції в чартах | Найвищі позиції в чартах | Найвищі позиції в чартах | Найвищі позиції в чартах | Найвищі позиції в чартах | Найвищі позиції в чартах | Найвищі позиції в чартах | Найвищі позиції в чартах | Найвищі позиції в чартах | Найвищі позиції в чартах | Найвищі позиції в чартах | Найвищі позиції в чартах | Найвищі позиції в чартах | Найвищі позиції в чартах | Найвищі позиції в чартах | Сертифікації                      |
| Рік  | Альбом                                                                               | AU                       | AT                       | BE                       | CA                       | CH                       | DE                       | ES                       | FI                       | FR                       | HU                       | IE                       | IT                       | JP                       | NL                       | NO                       | NZ                       | PT                       | SE                       | UK                       | US                       | Сертифікації                      |
| ---- | ------------------------------------------------------------------------------------ | ------------------------ | ------------------------ | ------------------------ | ------------------------ | ------------------------ | ------------------------ | ------------------------ | ------------------------ | ------------------------ | ------------------------ | ------------------------ | ------------------------ | ------------------------ | ------------------------ | ------------------------ | ------------------------ | ------------------------ | ------------------------ | ------------------------ | ------------------------ | --------------------------------- |
| 1996 | Best of the Beast Деталі - Реліз: 23 вересня - Лейбл: EMI                            | —                        | 41                       | 28                       | —                        | —                        | 42                       | 27                       | 8                        | 24                       | 21                       | —                        | 18                       | 26                       | 25                       | —                        | 37                       | 6                        | 11                       | 16                       | —                        | Список - : Платиновий - : Золотий |
| 1999 | Ed Hunter Деталі - Реліз: Травень 1999 - Лейбл: EMI                                  | —                        | —                        | —                        | —                        | —                        | 94                       | —                        | 27                       | —                        | —                        | —                        | —                        | —                        | 69                       | —                        | —                        | —                        | 43                       | —                        | —                        |                                   |
| 2002 | Best of the 'B' Sides Деталі - Реліз: 4 листопада - Лейбл: EMI                       | —                        | —                        | —                        | —                        | —                        | —                        | —                        | —                        | —                        | —                        | —                        | —                        | —                        | —                        | —                        | —                        | —                        | —                        | —                        | —                        |                                   |
| 2002 | Edward the Great Деталі - Реліз: 4 листопада - Лейбл: EMI                            | —                        | —                        | 46                       | —                        | —                        | —                        | —                        | 34                       | —                        | —                        | 66                       | —                        | 242                      | —                        | —                        | —                        | —                        | 16                       | 57                       | —                        | Список - : Золотий - : Золотий    |
| 2005 | The Essential Iron Maiden Деталі - Реліз: 5 липня - Лейбл: EMI                       | —                        | —                        | —                        | —                        | —                        | —                        | —                        | —                        | —                        | —                        | —                        | —                        | —                        | —                        | —                        | —                        | —                        | —                        | —                        | —                        |                                   |
| 2008 | Somewhere Back in Time The Best of: 1980—1989 Деталі - Реліз: 12 травня - Лейбл: EMI | —                        | 26                       | 19                       | 7                        | 31                       | 84                       | 36                       | 3                        | 13                       | —                        | 72                       | 27                       | 39                       | 74                       | 4                        | 24                       | —                        | 2                        | 14                       | 58                       | Список - : Золотий - : Золотий    |
| 2011 | From Fear to Eternity The Best of 1990—2010 Деталі - Реліз: 6 червня - Лейбл: EMI    | —                        | 22                       | 26                       | 17                       | 20                       | 19                       | 23                       | 11                       | 46                       | 30                       | 39                       | 23                       | 100                      | 45                       | 10                       | 16                       | 8                        | 6                        | 19                       | 86                       |                                   |

## Міні-альбоми
| Рік  | Альбом                                                              | Найвищі позиції в чартах | Найвищі позиції в чартах | Найвищі позиції в чартах | Найвищі позиції в чартах | Найвищі позиції в чартах | Найвищі позиції в чартах | Найвищі позиції в чартах | Найвищі позиції в чартах | Найвищі позиції в чартах |
| Рік  | Альбом                                                              | CH                       | DE                       | ES                       | IE                       | IT                       | FI                       | FR                       | UK                       | US                       |
| ---- | ------------------------------------------------------------------- | ------------------------ | ------------------------ | ------------------------ | ------------------------ | ------------------------ | ------------------------ | ------------------------ | ------------------------ | ------------------------ |
| 1979 | The Soundhouse Tapes - Дата випуску: 9 листопада - Лейбл: Rock Hard | —                        | —                        | —                        | —                        | —                        | —                        | —                        | —                        | —                        |
| 1980 | Live!! +one - Дата випуску: Листопад - Лейбл: EMI                   | —                        | —                        | —                        | —                        | —                        | —                        | —                        | —                        | —                        |
| 1985 | Maiden Japan - Дата випуску: 14 вересня - Лейбл: EMI                | —                        | —                        | —                        | —                        | —                        | —                        | —                        | —                        | —                        |
| 2004 | No More Lies - Дата випуску: 29 березня - Лейбл: EMI                | —                        | —                        | —                        | —                        | —                        | —                        | —                        | —                        | —                        |

## Бокс-сети
| Рік  | Альбом                                                               | Найвищі позиції в чартах | Найвищі позиції в чартах | Найвищі позиції в чартах | Найвищі позиції в чартах | Найвищі позиції в чартах | Найвищі позиції в чартах | Найвищі позиції в чартах | Найвищі позиції в чартах | Найвищі позиції в чартах | Найвищі позиції в чартах | Найвищі позиції в чартах | Найвищі позиції в чартах | Найвищі позиції в чартах | Найвищі позиції в чартах | Найвищі позиції в чартах | Сертифікації                      |
| Рік  | Альбом                                                               | BE                       | DE                       | ES                       | FI                       | FR                       | HU                       | IE                       | IT                       | JP                       | NL                       | NO                       | NZ                       | PT                       | SE                       | UK                       | Сертифікації                      |
| ---- | -------------------------------------------------------------------- | ------------------------ | ------------------------ | ------------------------ | ------------------------ | ------------------------ | ------------------------ | ------------------------ | ------------------------ | ------------------------ | ------------------------ | ------------------------ | ------------------------ | ------------------------ | ------------------------ | ------------------------ | --------------------------------- |
| 1990 | The First Ten Years Деталі - Реліз: 23 вересня - Лейбл: EMI          | —                        | —                        | —                        | —                        | —                        | —                        | —                        | —                        | —                        | —                        | —                        | —                        | —                        | —                        | —                        | Список - : Платиновий - : Золотий |
| 1998 | Eddie's Head Деталі - Реліз: Травень 1999 - Лейбл: EMI               | —                        | —                        | —                        | —                        | —                        | —                        | —                        | —                        | —                        | —                        | —                        | —                        | —                        | —                        | —                        |                                   |
| 2002 | Eddie's Archive Деталі - Реліз: 5 липня - Лейбл: EMI                 | —                        | —                        | —                        | —                        | —                        | —                        | —                        | —                        | —                        | —                        | —                        | —                        | —                        | —                        | —                        |                                   |
| 2012 | Picture Disc Collection Деталі - Реліз: 12 травня - Лейбл: EMI       | —                        | —                        | —                        | —                        | —                        | —                        | —                        | —                        | —                        | —                        | —                        | —                        | —                        | —                        | —                        | Список - : Золотий - : Золотий    |
| 2014 | The Complete Albums Collection Деталі - Реліз: 6 червня - Лейбл: EMI | 194                      | —                        | —                        | —                        | —                        | —                        | —                        | —                        | —                        | —                        | —                        | —                        | —                        | —                        | 94                       |                                   |

## Сингли

### 1980-ті
| Рік  | Сингл                        | Позиція в чартах | Позиція в чартах | Позиція в чартах | Позиція в чартах | Позиція в чартах | Позиція в чартах | Позиція в чартах | Позиція в чартах | Позиція в чартах | Позиція в чартах | Позиція в чартах | Позиція в чартах | Позиція в чартах | Позиція в чартах | Альбом                       |
| Рік  | Сингл                        | AU               | BE               | CA               | CH               | DE               | FI               | FR               | IE               | NL               | NO               | NZ               | SE               | UK               | US Mod           | Альбом                       |
| ---- | ---------------------------- | ---------------- | ---------------- | ---------------- | ---------------- | ---------------- | ---------------- | ---------------- | ---------------- | ---------------- | ---------------- | ---------------- | ---------------- | ---------------- | ---------------- | ---------------------------- |
| 1980 | «Running Free»               | —                | —                | —                | —                | —                | —                | 144              | —                | —                | —                | 35               | —                | 34               | —                | Iron Maiden                  |
| 1980 | «Sanctuary»                  | —                | —                | —                | —                | —                | —                | 100              | —                | —                | —                | —                | —                | 29               | —                | Iron Maiden                  |
| 1980 | «Women in Uniform»           | —                | —                | —                | —                | —                | —                | 143              | —                | —                | —                | —                | —                | 35               | —                | Неальбомний сингл            |
| 1981 | «Twilight Zone»              | —                | —                | —                | —                | —                | —                | 27               | —                | —                | —                | —                | —                | 31               | —                | Killers                      |
| 1981 | «Purgatory»                  | —                | —                | —                | —                | —                | —                | 155              | —                | —                | —                | —                | —                | 52               | —                | Killers                      |
| 1982 | «Run to the Hills»           | 27               | —                | —                | —                | 55               | —                | 64               | 16               | —                | —                | —                | —                | 7                | —                | The Number of the Beast      |
| 1982 | «The Number of the Beast»    | —                | —                | —                | —                | —                | —                | —                | 19               | —                | —                | —                | —                | 18               | —                | The Number of the Beast      |
| 1983 | «Flight of Icarus»           | 93               | —                | —                | —                | —                | 20               | 38               | 14               | —                | —                | —                | —                | 11               | 8                | Piece of Mind                |
| 1983 | «The Trooper»                | —                | —                | —                | —                | —                | 17               | —                | 12               | —                | —                | —                | —                | 12               | 28               | Piece of Mind                |
| 1984 | «2 Minutes to Midnight»      | —                | —                | —                | —                | 70               | —                | 53               | 10               | —                | —                | 13               | —                | 11               | 25               | Powerslave                   |
| 1984 | «Aces High»                  | —                | —                | —                | —                | —                | —                | —                | 29               | —                | —                | 22               | —                | 20               | —                | Powerslave                   |
| 1985 | «Running Free» (live)        | —                | —                | —                | —                | —                | —                | —                | 12               | —                | —                | 35               | —                | 19               | —                | Live After Death             |
| 1985 | «Run to the Hills» (live)    | —                | —                | 44               | —                | —                | —                | —                | 18               | —                | —                | —                | —                | 26               | —                | Live After Death             |
| 1986 | «Wasted Years»               | —                | 27               | —                | —                | —                | 5                | 83               | 11               | 8                | —                | 24               | —                | 18               | —                | Somewhere in Time            |
| 1986 | «Stranger in a Strange Land» | —                | —                | —                | —                | —                | 7                | —                | 18               | 22               | —                | —                | —                | 22               | —                | Somewhere in Time            |
| 1988 | «Can I Play with Madness»    | 58               | 37               | —                | 23               | 23               | 3                | —                | 3                | 6                | 4                | 7                | 12               | 3                | —                | Seventh Son of a Seventh Son |
| 1988 | «The Evil That Men Do»       | —                | —                | —                | —                | —                | 7                | —                | 4                | 23               | 7                | 7                | —                | 5                | —                | Seventh Son of a Seventh Son |
| 1988 | «The Clairvoyant» (live)     | —                | —                | —                | —                | —                | —                | —                | 7                | 70               | —                | 37               | —                | 6                | —                | Seventh Son of a Seventh Son |
| 1989 | «Infinite Dreams» (live)     | —                | —                | —                | —                | —                | —                | —                | 6                | —                | —                | 20               | —                | 6                | —                | Maiden England               |

### 1990-ті
| Рік  | Сингл                                   | Найвищі позиції в чартах | Найвищі позиції в чартах | Найвищі позиції в чартах | Найвищі позиції в чартах | Найвищі позиції в чартах | Найвищі позиції в чартах | Найвищі позиції в чартах | Найвищі позиції в чартах | Найвищі позиції в чартах | Найвищі позиції в чартах | Найвищі позиції в чартах | Найвищі позиції в чартах | Найвищі позиції в чартах | Альбом                  |
| Рік  | Сингл                                   | AU                       | BE                       | CH                       | DE                       | FI                       | FR                       | IE                       | IT                       | NL                       | NO                       | NZ                       | SE                       | UK                       | Альбом                  |
| ---- | --------------------------------------- | ------------------------ | ------------------------ | ------------------------ | ------------------------ | ------------------------ | ------------------------ | ------------------------ | ------------------------ | ------------------------ | ------------------------ | ------------------------ | ------------------------ | ------------------------ | ----------------------- |
| 1990 | «Holy Smoke»                            | —                        | —                        | 20                       | —                        | 12                       | 80                       | 4                        | —                        | 25                       | —                        | 25                       | —                        | 3                        | No Prayer for the Dying |
| 1990 | «Bring Your Daughter… to the Slaughter» | —                        | —                        | 19                       | —                        | 1                        | —                        | 6                        | —                        | 17                       | —                        | 47                       | —                        | 1                        | No Prayer for the Dying |
| 1992 | «Be Quick or Be Dead»                   | 47                       | 47                       | 15                       | 32                       | 3                        | —                        | 10                       | —                        | 23                       | 3                        | 12                       | 15                       | 2                        | Fear of the Dark        |
| 1992 | «From Here to Eternity»                 | —                        | —                        | —                        | —                        | —                        | —                        | 27                       | —                        | 70                       | —                        | 33                       | —                        | 21                       | Fear of the Dark        |
| 1992 | «Wasting Love»                          | —                        | —                        | —                        | —                        | —                        | —                        | —                        | —                        | —                        | —                        | —                        | —                        | —                        | Fear of the Dark        |
| 1993 | «Fear of the Dark» (live)               | —                        | —                        | —                        | —                        | 4                        | —                        | 17                       | —                        | —                        | —                        | —                        | —                        | 8                        | A Real Live One         |
| 1993 | «Hallowed Be Thy Name» (live)           | —                        | —                        | —                        | —                        | —                        | —                        | 16                       | —                        | —                        | —                        | —                        | 37                       | 9                        | A Real Dead One         |
| 1995 | «Man on the Edge»                       | —                        | 18                       | —                        | —                        | 1                        | 33                       | —                        | 22                       | —                        | 18                       | —                        | 23                       | 10                       | The X Factor            |
| 1996 | «Lord of the Flies»                     | —                        | —                        | —                        | —                        | —                        | —                        | —                        | —                        | —                        | —                        | —                        | —                        | —                        | The X Factor            |
| 1996 | «Virus»                                 | —                        | —                        | —                        | —                        | 3                        | —                        | —                        | —                        | 48                       | —                        | —                        | 31                       | 16                       | Best of the Beast       |
| 1998 | «The Angel and the Gambler»             | —                        | —                        | —                        | 61                       | 3                        | —                        | —                        | 7                        | 52                       | —                        | —                        | 29                       | 18                       | Virtual XI              |
| 1998 | «Futureal»                              | —                        | —                        | —                        | —                        | —                        | —                        | —                        | —                        | —                        | —                        | —                        | —                        | —                        | Virtual XI              |

### З 2000 року
| Рік  | Сингл                                 | Позиція в чартах | Позиція в чартах | Позиція в чартах | Позиція в чартах | Позиція в чартах | Позиція в чартах | Позиція в чартах | Позиція в чартах | Позиція в чартах | Позиція в чартах | Позиція в чартах | Позиція в чартах | Позиція в чартах | Позиція в чартах | Позиція в чартах | Альбом                     |
| Рік  | Сингл                                 | CA               | CH               | DE               | DK               | ES               | EU               | FI               | FR               | IE               | IT               | NL               | NO               | SE               | UK               | US Mod           | Альбом                     |
| ---- | ------------------------------------- | ---------------- | ---------------- | ---------------- | ---------------- | ---------------- | ---------------- | ---------------- | ---------------- | ---------------- | ---------------- | ---------------- | ---------------- | ---------------- | ---------------- | ---------------- | -------------------------- |
| 2000 | «The Wicker Man»                      | 4                | 83               | 38               | —                | 5                | —                | 11               | 39               | —                | 3                | 45               | 9                | 5                | 9                | 19               | Brave New World            |
| 2000 | «Out of the Silent Planet»            | —                | —                | 66               | —                | —                | —                | 13               | 72               | —                | 10               | 87               | —                | 35               | 20               | —                | Brave New World            |
| 2002 | «Run to the Hills» (live)             | 11               | 75               | 86               | —                | 12               | —                | 5                | 73               | —                | 6                | 60               | 15               | 28               | 9                | —                | Rock in Rio                |
| 2003 | «Wildest Dreams»                      | 26               | 68               | 27               | 9                | 2                | 9                | 1                | 57               | 19               | 4                | 45               | 5                | 4                | 6                | —                | Dance of Death             |
| 2003 | «Rainmaker»                           | 7                | 94               | 36               | 12               | 2                | —                | 3                | 71               | —                | 13               | 98               | —                | 35               | 13               | —                | Dance of Death             |
| 2005 | «The Number of the Beast» (live)      | —                | 42               | 76               | —                | —                | —                | 2                | 78               | 11               | 5                | —                | 13               | 40               | 3                | —                | Неальбомний сингл          |
| 2005 | «The Trooper» (live)                  | 5                | 61               | 78               | 7                | 1                | 19               | 5                | 100              | 16               | 8                | —                | —                | 5                | 5                | —                | Death on the Road          |
| 2006 | «The Reincarnation of Benjamin Breeg» | —                | 74               | 39               | 4                | 1                | —                | 1                | 70               | 18               | —                | —                | 9                | 1                | —                | —                | A Matter of Life and Death |
| 2006 | «Different World»                     | —                | —                | 40               | 3                | 1                | 12               | 1                | 99               | —                | 3                | —                | —                | 52               | 3                | —                | A Matter of Life and Death |
| 2010 | «El Dorado»                           | —                | —                | —                | —                | —                | —                | —                | —                | —                | —                | —                | —                | —                | —                | —                | The Final Frontier         |
| 2015 | «Speed of Light»                      | —                | —                | —                | —                | —                | —                | —                | —                | —                | —                | —                | —                | —                | —                | —                | The Book of Souls          |

## Відеоальбоми
| Рік  | Альбом                                                                          | Найвищі позиції в чартах | Найвищі позиції в чартах | Найвищі позиції в чартах | Найвищі позиції в чартах | Найвищі позиції в чартах | Найвищі позиції в чартах | Найвищі позиції в чартах | Найвищі позиції в чартах | Найвищі позиції в чартах | Найвищі позиції в чартах | Найвищі позиції в чартах | Найвищі позиції в чартах | Найвищі позиції в чартах | Найвищі позиції в чартах | Найвищі позиції в чартах | Найвищі позиції в чартах | Найвищі позиції в чартах | Сертифікації                                                                              |
| Рік  | Альбом                                                                          | AU                       | AT                       | BE                       | CH                       | DE                       | DK                       | ES                       | FI                       | FR                       | HU                       | IT                       | JP                       | NO                       | NL                       | SE                       | UK                       | US                       | Сертифікації                                                                              |
| ---- | ------------------------------------------------------------------------------- | ------------------------ | ------------------------ | ------------------------ | ------------------------ | ------------------------ | ------------------------ | ------------------------ | ------------------------ | ------------------------ | ------------------------ | ------------------------ | ------------------------ | ------------------------ | ------------------------ | ------------------------ | ------------------------ | ------------------------ | ----------------------------------------------------------------------------------------- |
| 1981 | Live at the Rainbow Деталі - Реліз: 14 квітня - Лейбл: EMI                      | —                        | —                        | —                        | —                        | —                        | —                        | —                        | —                        | —                        | —                        | —                        | —                        | —                        | —                        | —                        | —                        | —                        |                                                                                           |
| 1983 | Video Pieces Деталі - Реліз: 2 лютого - Лейбл: EMI                              | —                        | —                        | —                        | —                        | —                        | —                        | —                        | —                        | —                        | —                        | —                        | —                        | —                        | —                        | —                        | —                        | —                        |                                                                                           |
| 1984 | Behind the Iron Curtain Деталі - Реліз: 22 березня - Лейбл: EMI                 | —                        | —                        | —                        | —                        | —                        | —                        | —                        | —                        | —                        | —                        | —                        | —                        | —                        | —                        | —                        | —                        | 16                       | Список - : Золотий                                                                        |
| 1985 | Live After Death Деталі - Реліз: 16 травня - Лейбл: EMI                         | —                        | —                        | —                        | —                        | —                        | —                        | —                        | —                        | —                        | —                        | —                        | —                        | —                        | —                        | —                        | —                        | 3                        | Список - : Платиновий                                                                     |
| 1987 | 12 Wasted Years Деталі - Реліз: 3 вересня - Лейбл: EMI                          | —                        | —                        | —                        | —                        | —                        | —                        | —                        | —                        | —                        | —                        | —                        | —                        | —                        | —                        | —                        | —                        | —                        | Список - : Золотий                                                                        |
| 1989 | Maiden England Деталі - Реліз: 29 вересня - Лейбл: EMI                          | —                        | —                        | —                        | —                        | —                        | —                        | —                        | —                        | —                        | —                        | —                        | —                        | —                        | —                        | —                        | —                        | —                        | Список - : Золотий                                                                        |
| 1990 | The First Ten Years: The Videos Деталі - Реліз: 11 квітня - Лейбл: EMI          | —                        | —                        | —                        | —                        | —                        | —                        | —                        | —                        | —                        | —                        | —                        | —                        | —                        | —                        | —                        | —                        | —                        |                                                                                           |
| 1992 | From There to Eternity Деталі - Реліз: 1 жовтня - Лейбл: EMI                    | —                        | —                        | —                        | —                        | —                        | —                        | —                        | —                        | —                        | —                        | —                        | —                        | —                        | —                        | —                        | —                        | —                        |                                                                                           |
| 1993 | Live at Donington Деталі - Реліз: 11 травня - Лейбл: EMI                        | —                        | —                        | —                        | —                        | —                        | —                        | —                        | —                        | —                        | —                        | —                        | —                        | —                        | —                        | 9                        | 30                       | —                        |                                                                                           |
| 1994 | Raising Hell Деталі - Реліз: 2 жовтня - Лейбл: EMI                              | —                        | —                        | —                        | —                        | —                        | —                        | —                        | —                        | —                        | —                        | —                        | —                        | —                        | —                        | —                        | —                        | —                        |                                                                                           |
| 2001 | Classic Albums: The Number of the Beast Деталі - Реліз: 23 березня - Лейбл: EMI | —                        | —                        | —                        | —                        | —                        | —                        | —                        | —                        | —                        | —                        | —                        | —                        | —                        | —                        | 13                       | —                        | —                        | Список - : Золотий                                                                        |
| 2002 | Rock in Rio Деталі - Реліз: 29 травня - Лейбл: EMI                              | 3                        | —                        | —                        | —                        | —                        | —                        | —                        | 3                        | —                        | 6                        | —                        | —                        | —                        | —                        | 1                        | 1                        | 2                        | Список - : Золотий - : Золотий - : Золотий - : Платиновий - : Платиновий                  |
| 2003 | Visions of the Beast Деталі - Реліз: 8 вересня - Лейбл: EMI                     | 9                        | 5                        | —                        | —                        | —                        | —                        | 1                        | 1                        | —                        | —                        | —                        | —                        | —                        | 6                        | 1                        | —                        | —                        | Список - : Платиновий - : Золотий - : Золотий - : Золотий - : Платиновий - : 2×Платиновий |
| 2004 | The Early Days Деталі - Реліз: 28 серпня - Лейбл: EMI                           | 32                       | —                        | —                        | —                        | —                        | —                        | 1                        | 1                        | —                        | 17                       | —                        | —                        | —                        | 23                       | 1                        | —                        | —                        | Список - : Золотий - : Золотий - : Золотий - : Платиновий                                 |
| 2006 | Death on the Road Деталі - Реліз: 16 серпня - Лейбл: EMI                        | 3                        | 4                        | 4                        | 78                       | —                        | —                        | 2                        | 5                        | —                        | 6                        | —                        | 53                       | —                        | 11                       | 1                        | 1                        | 14                       | Список - : Золотий                                                                        |
| 2008 | Live After Death Деталі - Реліз: 4 вересня - Лейбл: Parlophone                  | 1                        | 3                        | 2                        | 1                        | 1                        | —                        | 1                        | 1                        | —                        | 3                        | —                        | 26                       | 1                        | 6                        | 1                        | 1                        | —                        | Список - : Золотий - : Золотий - : Золотий - : Золотий - : Платиновий                     |
| 2009 | Flight 666 Деталі - Реліз: 4 вересня - Лейбл: Parlophone                        | 1                        | 1                        | 1                        | 1                        | 7                        | —                        | 2                        | 1                        | —                        | 3                        | —                        | 26                       | —                        | 3                        | 1                        | —                        | —                        | Список - : Платиновий - : Платиновий - : Платиновий - : Золотий - : Платиновий            |
| 2012 | En Vivo! Деталі - Реліз: 4 вересня - Лейбл: Parlophone                          | 1                        | 1                        | 3                        | 2                        | 4                        | 1                        | 1                        | 1                        | —                        | 1                        | 17                       | 61                       | —                        | 2                        | 1                        | 1                        | —                        | Список - : Золотий - : Золотий - : Золотий - : Платиновий                                 |
| 2013 | Maiden England '88 Деталі - Реліз: 4 вересня - Лейбл: Parlophone                | 3                        | 2                        | 2                        | 2                        | 2                        | 1                        | 1                        | 2                        | —                        | —                        | 1                        | 69                       | —                        | 2                        | 1                        | 2                        | 1                        |                                                                                           |

## Музичні відео
| Рік  | Пісня                                          | Режисер(и)                      |
| ---- | ---------------------------------------------- | ------------------------------- |
| 1980 | Women in Uniform на YouTube                    | Дуг Сміт                        |
| 1981 | Wrathchild на YouTube                          | Дейв Гілліер                    |
| 1982 | Run to the Hills на YouTube                    | Девід Маллет                    |
| 1982 | The Number of the Beast на YouTube             | Девід Маллет                    |
| 1983 | Flight of Icarus на YouTube                    | Джим Юкіш                       |
| 1983 | The Trooper на YouTube                         | Джим Юкіш                       |
| 1984 | 2 Minutes to Midnight на YouTube               | Тоні Голтон                     |
| 1984 | Aces High на YouTube                           | Джим Юкіш                       |
| 1986 | Wasted Years на YouTube                        | Джим Юкіш                       |
| 1986 | Stranger in a Strange Land на YouTube          | Юліан Кейден                    |
| 1988 | Can I Play with Madness на YouTube             | Юліан Дойл                      |
| 1988 | The Evil That Men Do                           | Тобі Філліпс, Стів Гарріс       |
| 1988 | The Clairvoyant                                | Юліан Кейден, Стів Гарріс       |
| 1989 | Infinite Dreams                                | Стів Гарріс                     |
| 1990 | Holy Smoke                                     | Стів Гарріс                     |
| 1990 | Tailgunner                                     | Стів Гарріс                     |
| 1990 | Bring Your Daughter to the Slaughter           | Стів Гарріс                     |
| 1992 | Be Quick or Be Dead                            | Вінг Ко                         |
| 1992 | From Here to Eternity                          | Ральф Зіман                     |
| 1992 | Wasting Love                                   | Семуель Байер                   |
| 1993 | Fear of the Dark                               | Семуель Байер                   |
| 1993 | Hallowed Be Thy Name                           | Семуель Байер                   |
| 1995 | Man on the Edge                                | Вінг Ко                         |
| 1996 | Afraid to Shoot Strangers                      | Стів Лазарус, Стів Гарріс       |
| 1996 | Lord of the Flies                              | Стів Лазарус, Стів Гарріс       |
| 1996 | Virus                                          | Стів Лазарус, Стів Гарріс       |
| 1998 | The Angel and the Gambler                      | Сімон Гілтон                    |
| 1998 | Futureal на YouTube                            | Стів Лазарус                    |
| 2000 | The Wicker Man на YouTube                      | Ден Карр                        |
| 2000 | Out of the Silent Planet на YouTube            | Девід Паттенден, Тревор Томпсон |
| 2000 | Brave New World на YouTube                     | Ден Карр                        |
| 2003 | Wildest Dreams на YouTube                      | Говард Грінхол                  |
| 2003 | Rainmaker                                      | Говард Грінхол                  |
| 2004 | No More Lies                                   | Метью Амос                      |
| 2006 | The Reincarnation of Benjamin Breeg на YouTube | Метью Амос                      |
| 2006 | Different World на YouTube                     | Говард Грінхол                  |
| 2010 | Satellite 15….The Final Frontier на YouTube    | Нік Скотт                       |
| 2015 | Speed of Light на YouTube                      | Лексі Леон                      |

## Саундтреки
| Рік  | Пісня                                      | Фільм           |
| ---- | ------------------------------------------ | --------------- |
| 1985 | «Flash Of The Blade»                       | Феномен         |
| 2008 | «Can I Play With Madness» «The Wicker Man» | Хімічне весілля |